# Johann Friedrich Wilhelm Wachse
Johann Friedrich Wilhelm Wachse (getauft am 5. Oktober 1714 in Kolberg; † 15. August 1773 in Kolberg) war ein deutscher evangelischer Pfarrer, Schriftsteller und Geschichtsforscher.

## Leben
Wachse wurde als Sohn eines Kaufmanns geboren, wohl im Jahre 1714 in der Stadt Kolberg in Pommern. Belegt ist seine Taufe am 5. Oktober 1714 im Kolberger Dom. Er besuchte zunächst die Ratsschule in Kolberg und studierte ab 1733 an der Universität Jena und der Universität Halle.
Anschließend arbeitete Wachse als Hauslehrer in Meiningen. Die Möglichkeit, dort eine Stelle zu erhalten, schlug er aus, und ging in seine Heimatstadt Kolberg zurück. Von 1744 bis 1748 war er Rektor der Ratsschule in Kolberg, die er selbst besucht hatte. 1748 wurde er evangelischer Pastor in Kolberg, zuletzt war er ab 1762 Archidiakon am Kolberger Dom mit dem weiteren Titel eines Klosterpredigers. Wachse starb 1773. Er wurde im Hohen Chor des Kolberger Doms beigesetzt. Wachse war verheiratet und hatte zwei Söhne.
Seit 1755 war Wachse Mitglied der Königlich Schwedischen Gesellschaft in Greifswald. Er war schriftstellerisch tätig. Seine Geschichte von Colberg (1769) hat nach dem Urteil des Historikers Gottfried von Bülow „bleibenden Wert durch die beigefügten im Original teilweise verlorenen Urkunden“.

## Schriften
- Gedanken von der Methode, Bücher zu schreiben. Meiningen 1739.
- Geistliche Oden. Meiningen 1739.
- Gebetbuch für Seefahrende. Kolberg 1755.
- Historisch-diplomatische Geschichte der Altstadt Kolberg. Halle 1767 (Volltext)